# Alina Šynkarenko
Alina Vitaliïvna Šynkarenko (in ucraino Аліна Віталіївна Шинкаренко?; Donec'k, 14 novembre 1998) è una nuotatrice artistica ucraina.

## Palmarès
- Mondiali

Budapest 2017: argento nel libero combinato.
Gwangju 2019: oro nell'highlight, bronzo nella gara a squadre (programma tecnico e libero) e nel libero combinato.
- Europei

Glasgow 2018: oro nel libero combinato, argento nella gara a squadre (programma tecnico e libero).
- Giochi europei

Baku 2015: bronzo nella gara a squadre e nel libero combinato.
- Europei giovanili

Rijeka 2016: argento nella gara a squadre e nel libero combinato.